# Маслянська сільська рада
Масля́нська сільська рада (рос. Маслянский сельский совет) — сільське поселення у складі Шадрінського району Курганської області Росії.
Адміністративний центр — село Маслянське.
Населення сільського поселення становить 761 особа (2017; 799 у 2010, 960 у 2002).

## Склад
До складу сільського поселення входять:
| Населений пункт     | Населення, осіб (2002) | Населення, осіб (2010) |
| ------------------- | ---------------------- | ---------------------- |
| Зав'ялова, присілок | 250                    | 171                    |
| Маслянське, село    | 689                    | 607                    |
| Шушаріна, присілок  | 21                     | 21                     |